# 输入设备
在计算领域，是一种计算机硬件，用于向信息处理系统（如计算机或资讯设备）提供数据和控制信号。
键盘、数字键盘、鼠标、扫描仪、数码相机、手柄等都是输入设备。